# Estádio José Encarnación Romero
O Estadio José Encarnación "Pachencho" Romero é um estádio multi-esportivo localizado em Maracaibo na Venezuela, é a casa do Unión Atlético Maracaibo.
Considerado um dos melhores estádios de futebol do país, o Pachencho Romero foi inaugurado em 1971 para abrigar os Jogos Bolivarianos daquele ano. Em 1998 passou por uma reformulação para receber outro evento importante da região, os Jogos Centro-americanos e do Caribe. O estádio foi uma das sedes da Copa América 2007, sendo palco inclusive da final entre Brasil e Argentina.

## Copa América de 2007
Recebeu cinco partidas da Copa América de 2007, inclusive a partida final.
| Data        | 1ª equipe | Placar    | 2ª equipe      | Fase      | Público |
| ----------- | --------- | --------- | -------------- | --------- | ------- |
| 28 de junho | Paraguai  | 5–0       | Colômbia       | Grupo C   | 45 080  |
| 28 de junho | Argentina | 4–1       | Estados Unidos | Grupo C   | 40 000  |
| 2 de julho  | Argentina | 4–2       | Colômbia       | Grupo C   | 46 000  |
| 10 de julho | Brasil    | 2–2 (5–4) | Uruguai        | Semifinal | 46 000  |
| 15 de julho | Brasil    | 3–0       | Argentina      | Final     | 40 000  |

1. ↑  «Pachencho Romero». continentalcups.tripod.com. Consultado em 25 de julho de 2025